# Waldhambach (Bas-Rhin)

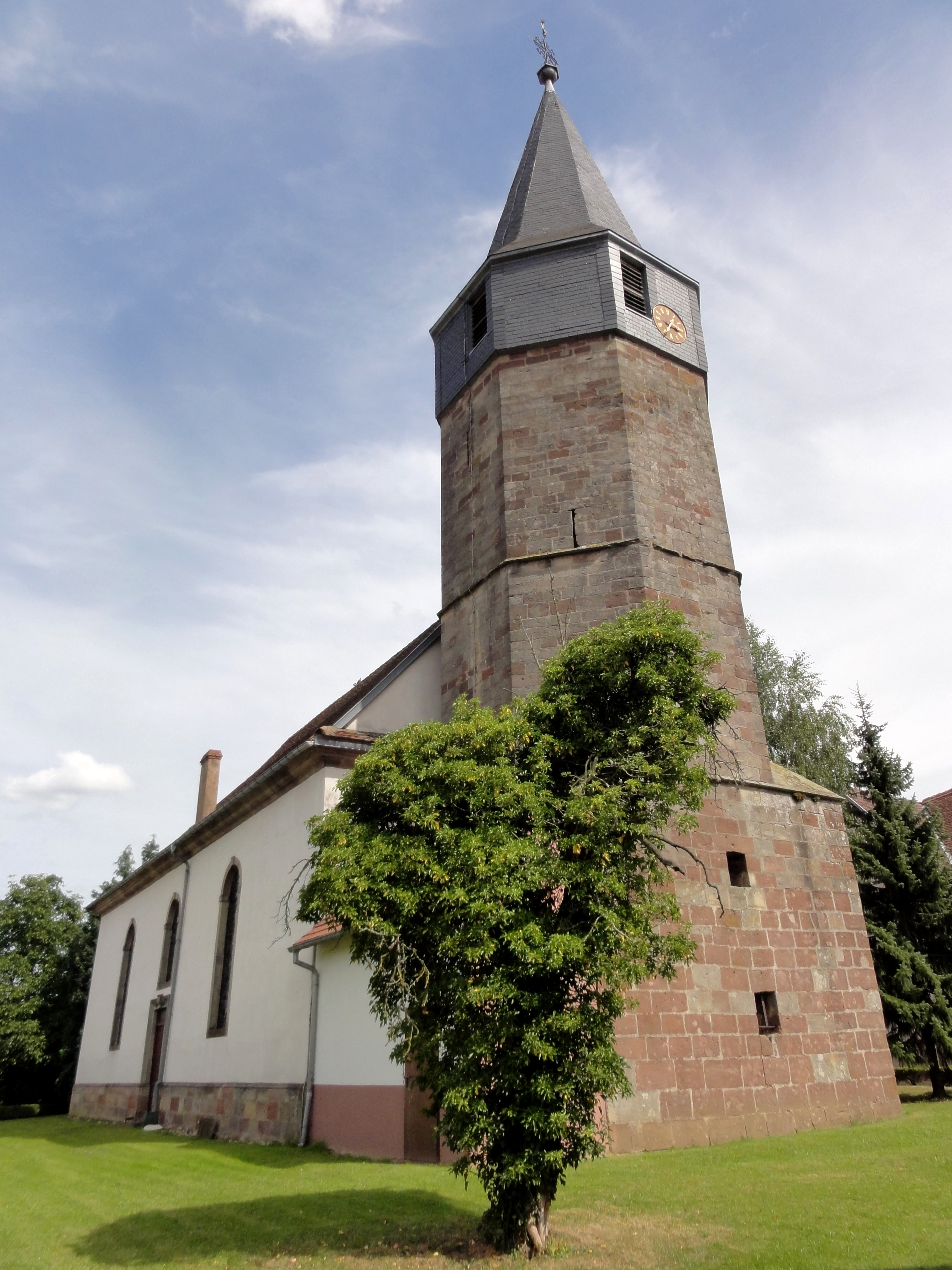
Protestantische Kirche Waldhambach

Waldhambach ist eine französische Gemeinde mit 625 Einwohnern (Stand 1. Januar 2021) im Kanton Ingwiller im Département Bas-Rhin in der Region Grand Est (bis 2015 Elsass). Sie liegt im „Krummen Elsass“ (franz.: l'Alsace bossue).

## Geographie
Waldhambach liegt im Elsass, etwa 25 Kilometer nordnordwestlich von Saverne (Zabern) und sieben Kilometer nordnordöstlich von Drulingen. Das Gemeindegebiet hat einen Anteil am Biosphärenreservat Pfälzerwald-Vosges du Nord.

## Geschichte
Von 1871 bis zum Ende des Ersten Weltkrieges gehörte Waldhambach als Teil des Reichslandes Elsaß-Lothringen zum Deutschen Reich und war dem Kreis Zabern im Bezirk Unterelsaß zugeordnet.

### Bevölkerungsentwicklung
| Jahr      | 1910 | 1962 | 1968 | 1975 | 1982 | 1990 | 1999 | 2007 | 2017 |
| Einwohner | 1048 | 723  | 756  | 761  | 694  | 626  | 682  | 666  | 626  |